# Acnemia unica
Acnemia unica är en tvåvingeart som beskrevs av Zaitzev 1982. Acnemia unica ingår i släktet Acnemia och familjen svampmyggor. Inga underarter finns listade i Catalogue of Life.